# Matt Czuchry
Matthew Charles Czuchry (Manchester, 20 de maio de 1977) é um ator dos Estados Unidos. Mais conhecido por ter interpretado os personagens Logan Huntzberger na série Gilmore Girls de 2005 a 2007 e Cary Agos na série The Good Wife entre 2009 e 2016. Atualmente estrela a série médica The Resident do canal Fox, na qual interpreta o protagonista, Dr. Conrad Hawkins. 

## Biografia
Czuchry nasceu em Manchester, New Hampshire e cresceu em Johnson City, Tennessee. O pai de Matt, Andrew Czuchry,  é professor na universidade East Tennessee State University e sua mãe, Sandra, é dona de casa. Matt Czuchry é de ascendência ucraniana pelo lado do pai e possui três irmãos mais velhos, sendo dois homens e uma mulher. Matt foi capitão do time de tênis do colégio. Tornou-se jogador profissional pela NCAA. O ator também é formado em ciência política e em história pela Universidade da Carolina do Sul.
O jovem ator, que ficou conhecido pelo seu papel como Logan Huntzberger na série de televisão "Gilmore Girls" (Tal Mãe, Tal Filha), namorou a atriz norte-americana Kate Bosworth durante dois anos após conhece-la durante as filmagens de "Young Americans".

## Filmografia

### Cinema
| Ano  | Título                         | Papel           | Notas          |
| ---- | ------------------------------ | --------------- | -------------- |
| 2002 | Slap Her... She's French       | Kyle Fuller     |                |
| 2002 | Eight Legged Freaks            | Bret            |                |
| 2002 | A Midsummer Night's Rave       | Evan            |                |
| 2002 | Swimming Upstream              | Morris Bird III |                |
| 2004 | Em & Me                        | Chase           |                |
| 2006 | Hooked                         | Scotty          | Curta-metragem |
| 2009 | I Hope They Serve Beer in Hell | Tucker Max      |                |

### Televisão
| Ano       | Título                            | Papel              | Notas                               |
| --------- | --------------------------------- | ------------------ | ----------------------------------- |
| 2000      | Freaks and Geeks                  | Adolescente #1     | Episódio: "We've Got Spirit"        |
| 2000      | Young Americans                   | Sean McGrail       | 5 episódios                         |
| 2000      | Opposite Sex                      | Kurt               | Episódio: "The Field Trip Episódio" |
| 2002      | The Practice                      | Skip Hyman         | Episódio: "Fire Proof"              |
| 2002      | 7th Heaven                        | Carl               | Episódio: "A Cry for Help"          |
| 2003      | Jake 2.0                          | Darin Metcalf      | Episódio: "The Tech"                |
| 2003-2004 | Hack                              | Jamie Farrel       | 12 episódios                        |
| 2004-2007 | Gilmore Girls                     | Logan Huntzberger  | 59 episódios                        |
| 2005      | Dark Shadows                      | Willie Loomis      | Telefilme                           |
| 2006      | Justice League Unlimited          | Brainiac 5         | Episódio: "Far From Home"           |
| 2006      | Veronica Mars                     | Charlie Stone      | Episódio: "Charlie Don't Surf"      |
| 2008      | Friday Night Lights               | Chris Kennedy      | 4 episódios                         |
| 2009-2016 | The Good Wife                     | Cary Agos          | 156 episódios                       |
| 2010      | The 19th Wife                     | Jordan             | Telefilme                           |
| 2016      | Gilmore Girls: A Year in the Life | Logan Huntzberger  | 4 episódios                         |
| 2018-2023 | The Resident                      | Conrad Hawkins     | 107 episódios                       |
| 2023-2024 | American Horror Story: Delicate   | Dexter Harding Jr. | 9 episódios                         |